# Le Mené
Le Mené (bret. Ar Menez) – gmina we Francji, w regionie Bretania, w departamencie Côtes-d’Armor. Została utworzona 1 stycznia 2016 roku z połączenia siedmiu wcześniejszych gmin: Collinée, Le Gouray, Langourla, Plessala, Saint-Gilles-du-Mené, Saint-Gouéno oraz Saint-Jacut-du-Mené. Siedzibą gminy została miejscowość Collinée. W 2013 roku populacja wyżej wymienionych gmin wynosiła 6431 mieszkańców.